# معركة كريفي ريه
معركة كريفي ريه هي اشتباك عسكري مستمر  بين القوات المسلحة الروسية والقوات المسلحة الأوكرانية حول مدينة كريفي ريه  والتي بدأت في 15 مارس 2022 أثناء الغزو الروسي لأوكرانيا.

## فبراير
شنت روسيا غارات جوية على كريفي ريه في 24 فبراير.

## مارس
في 7 مارس، كانت القوات الروسية تقاتل في زابوروجييه عندما توجه بعض القوات إلى كريفي ريه لتطويق زاباروجيا.
في وقت لاحق من 15 مارس، زُعم أن الجنود الروس كانوا على مشارف كريفي ريه،  ووردت أنباء عن قصف المنطقة. فر العديد من المدنيين من المدينة  مع استمرار القتال. في 18 مارس، ورد أن الجنود الروس والأوكرانيين كانوا يقاتلون في المدينة.